# Acerentomon parvum
Acerentomon parvum är en urinsektsart som beskrevs av Andrzej Szeptycki 1980. Acerentomon parvum ingår i släktet Acerentomon och familjen lönntrevfotingar. Inga underarter finns listade i Catalogue of Life.